# IAAF Super Grand Prix
La IAAF Super Grand Prix è un defunto circuito di meeting di atletica leggera, istituito dalla IAAF e facente parte del circuito globale IAAF World Athletics Tour. Durato il breve spazio di sette stagioni (dal 2003 al 2009) era stato organizzato per dare maggior lustro a 6 meeting facenti parte del circuito secondario del WAT, IAAF Grand Prix (anch'esso istituito nel 2005 e defunto nel 2009.

## Meetings[1]
| Meeting                         | Stadio                                | Città       | Paese       |
| ------------------------------- | ------------------------------------- | ----------- | ----------- |
| Qatar Athletic Super Grand Prix | Khalifa International Stadium         | Doha        | Qatar       |
| Athletissima                    | Stade Olympique de la Pontaise        | Losanna     | Svizzera    |
| Herculis                        | Stade Louis II                        | Fontvieille | Monaco      |
| London Grand Prix               | Crystal Palace National Sports Centre | Londra      | Regno Unito |
| DN Galan                        | Stockholm Olympic Stadium             | Stoccolma   | Svezia      |